# 앤더슨네눈주머니쥐
앤더슨네눈주머니쥐(Philander andersoni)는 남아메리카 주머니쥐의 일종이다. 브라질과 콜롬비아, 에콰도르, 페루 그리고 베네수엘라에서 발견된다. 등쪽의 털은 거무스름하고 약 3~4cm 폭의 검은 줄무늬를 갖고 있으며, 등쪽 중심선을 따라 아랫쪽으로 수직으로 내려가며 이어진다. 등쪽 털은 짧고 길이는 약 10mm 정도이다. 복부 쪽 털은 진한 회색이지만 등과 옆구리 쪽 보다는 분명히 더 밝다. 꼬리는 기부부터 끝까지 길이의 첫 18% 정도가 털로 덮여 있다.